# Halterofília als Jocs Olímpics d'estiu de 1952
Als Jocs Olímpics d'Estiu de 1952 celebrats a la ciutat de Hèlsinki (Finlàndia) es disputaren set proves d'halterofília, totes elles en categoria masculina. Les proves es realitzaren el dia 25 de juliol de 1952 al Töölö Sports Hall de Hèlsinki, i en aquesta edició s'incorporà una nova divisió.

## Resum de medalles
| Prova                                | Or                 | Argent           | Bronze            |
| Pes gall - 56 kg detalls             | Ivan Udodov        | Mahmoud Namjoo   | Ali Mirzaei       |
| Pes ploma – 60 kg detalls            | Rafael Chimishkyan | Nikolai Saksonov | Rodney Wilkes     |
| Pes lleuger – 67.5 kg detalls        | Tommy Kono         | Yevgeni Lopatin  | Verdi Barberis    |
| Pes mitjà – 75 kg detalls            | Peter George       | Gérald Gratton   | Kim Sung-Jip      |
| Pes pesant lleuger – 82,5 kg detalls | Trofim Lomakin     | Stanley Stanczyk | Arkadi Vorobyev   |
| Pes semipesant – 90 kg detalls       | Norbert Schemansky | Grigori Novak    | Lennox Kilgour    |
| Pes pesant + 90 kg detalls           | John Davis         | James Bradford   | Humberto Selvetti |

## Medaller
| Posició | País              | Or | Argent | Bronze | Total |
| 1       | Estats Units      | 4  | 2      | 0      | 6     |
| 2       | Unió Soviètica    | 3  | 3      | 1      | 7     |
| 3       | Iran              | 0  | 1      | 1      | 2     |
| 4       | Canadà            | 0  | 1      | 0      | 1     |
| 5       | Trinitat i Tobago | 0  | 0      | 2      | 2     |
| 6       | Argentina         | 0  | 0      | 1      | 1     |
| 6       | Austràlia         | 0  | 0      | 1      | 1     |
| 6       | Corea del Sud     | 0  | 0      | 1      | 1     |